# Linux Mint
Linux Mint és una distribució del sistema operatiu GNU/Linux basada en Ubuntu (des del 7 de setembre de 2010 també té una edició basada en Debian).
L'objectiu principal d'aquesta distribució és facilitar als usuaris que volen utilitzar formats privatius en la seva vida diària. Per això, incorpora un seguint de paquets privatius, prioritzant així el "confort" de l'usuari, respecte a la llibertat de programari.
Linux Mint manté un inventari actualitzat, un sistema operatiu estable per a l'usuari mitjà, amb un fort èmfasi en la usabilitat i facilitat d'instal·lació. És reconegut per ser fàcil d'usar, especialment per als usuaris sense experiència prèvia en Linux.
Linux Mint es compon de molts paquets de programari, dels quals es distribueixen la major part sota una llicència de programari lliure. La principal llicència utilitzada és la GNU General Public License (GNU GPL) que, juntament amb la GNU Lesser General Public License (GNU LGPL), declara explícitament que els usuaris tenen llibertat per executar, copiar, distribuir, estudiar, canviar, desenvolupar i millorar el programari. Linux Mint és finançada per la seva comunitat d'usuaris. Els usuaris individuals i empreses que utilitzen el sistema operatiu poden actuar com a donants, patrocinadors i socis de la distribució. El suport financer de la comunitat i la publicitat en el lloc web ajuda a mantenir Linx Mint lliure i oberta.

## Branques de desenvolupament
La branca inestable de Linux Mint és anomenada Romeo. No està activada per defecte en els llançaments de la distribució. Els usuaris que desitgin aconseguir les característiques "més avançades" i desitgin ajudar a la distribució provant els nous paquets, poden afegir la branca Romeo a les seves fonts d'APT. Romeo no és un branca en si mateixa i no substitueix als altres dipòsits.
Els nous paquets són llançats primer en Romeo, on són provats pels desenvolupadors i pels qui usen Romeo. Després que un paquet és definit com suficientment estable, és portat a l'últim llançament estable.
La idea de Romeo i el seu procés d'actualització és presa des de la distribució Debian, on els paquets són primer llançats a la branca "Inestable" i després a la branca "de Prova". Romeo és equivalent de la branca "Inestable" en Linux Mint (encara que requereix un llançament estable per ser suportada i no pot funcionar per si sola), l'últim llançament estable de Linux Mint és l'equivalent a la branca "de Prova", perquè encara que és estable aconsegueix la seva actualització des de Romeo. Depenent de les seves dependències a un determinat paquet, pot també ser provat en Romeo per ser inclòs en el proper llançament estable.

## MintSoftware
Linux Mint ve amb el seu propi joc d'aplicacions (Mint tools) amb l'objectiu de fer més senzilla l'experiència de l'usuari.

### MintUpdate
Programa dissenyat especialment per Linux Mint, el qual ha estat desenvolupat com a resultat de la inseguretat darrere dels paquets d'Ubuntu, i especialment per la falta d'educació tecnològica dels usuaris novells els qui actualitzen de forma no-educada. MintUpdate assigna a cada actualització un nivell de seguretat (que va d'1 a 5), basat en l'estabilitat i necessitat de l'actualització, segons el criteri dels desenvolupadors capdavanters. Aquesta eina està inclosa per primera vegada en l'edició Linux Mint 4.0 Daryna

### MintInstall
Una eina que serveix per descarregar programes des dels catàlegs d'arxius .mint que estan allotjats al Portal de Programari de Linux Mint. Un arxiu .mint no conté el programa, però si conté tota la seva informació i recursos des dels quals serà descarregat.

### MintDesktop
Una eina que serveix per a la configuració de l'escriptori. MintDesktop ha rebut una millora significativa en Linux Mint 4.0.

### MintConfig
Un centre de control personalizable, que facilita la configuració del sistema.

### MintAssistant
Un assistent personalizable que apareix durant el primer accés (login) de l'usuari, guiant-li per diverses preguntes per personalitzar la base de Mint d'acord amb el nivell de coneixement de l'usuari i la seva comoditat amb diversos components de Linux.

### MintUpload
Un client FTP, integrat al menú contextual de Nautilus, amb la finalitat de facilitar la compartició d'arxius de forma senzilla i ràpida. Bàsicament, l'arxiu és allotjat en un servidor FTP, amb capacitat limitada a 1 Gigaoctet per usuari (ampliable si compres el servei de Mint-space). Per compartir l'arxiu n'hi ha prou amb posicionar-se sobre ell, clic dret i tries l'opció "upload", després apareixerà una finestra des de la qual tries el perfil "Default" i clic en el botó de "upload". Finalment esperes al fet que l'arxiu sigui pujat. Quan s'hagi completat l'allotjament, en la part inferior de la finestra de mintupload apareixerà l'enllaç de descàrrega de l'arxiu.

### MintMenu
És un menú escrit en python que permet plena personalització de textos, icones i colors. Manté un aspecte similar al menú de openSUSE 10.3

### MintBackup
És un programa que facilita el respatller i posterior restauració tant d'arxius d'usuari com de programari del sistema.

### MintNanny
És un programa que permet restringir l'accés a certes pàgines d'internet definides per l'usuari.

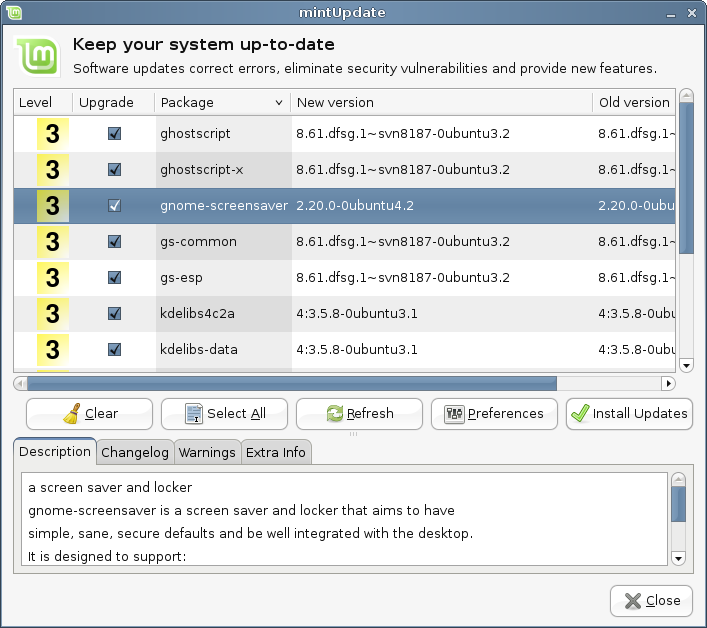
Mintupdate, L'administrador d'actualitzacions de Linux Mint.
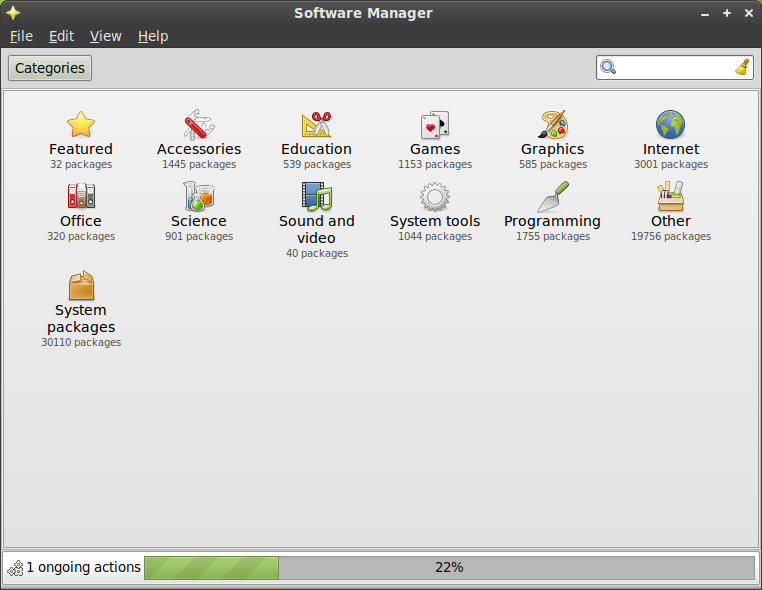
Mintinstall, Instal·lació de programari amb un sol clic
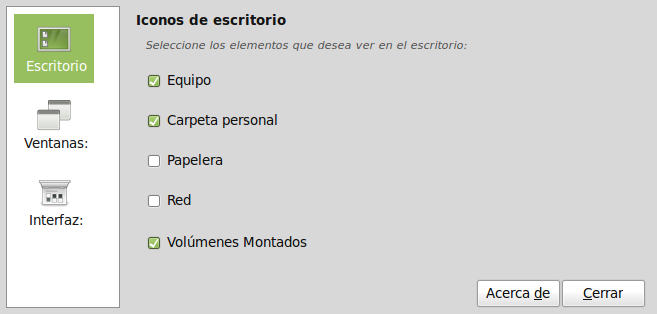
MintDesktop, Configura fàcilment l'aspecte del Gnome
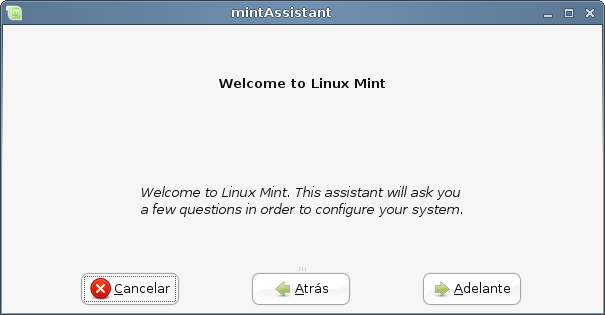
MintAssistant, Configura el funcionament del vostre Linux Mint
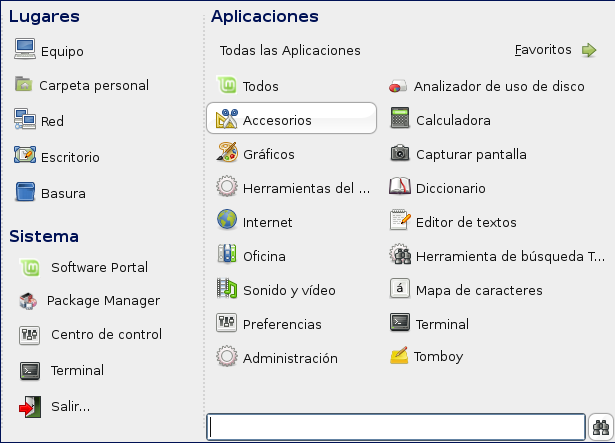
MintMenu, La barra de menú al Linux Mint.
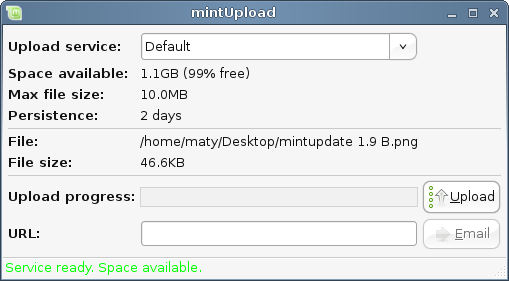
MintUpload, La forma més senzilla de compartir els vostres arxius
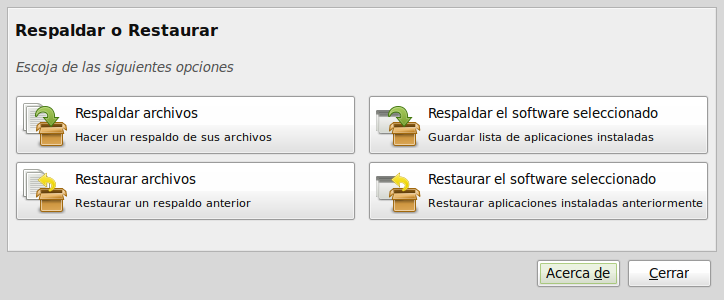
MintBackup, Programari de còpia de seguretat del sistema
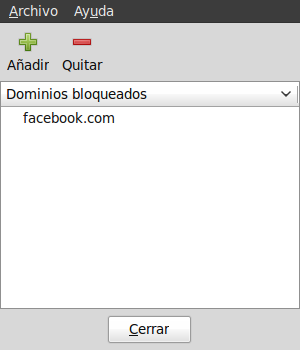
MintNanny, Programari de bloqueig de dominis

## Llançaments

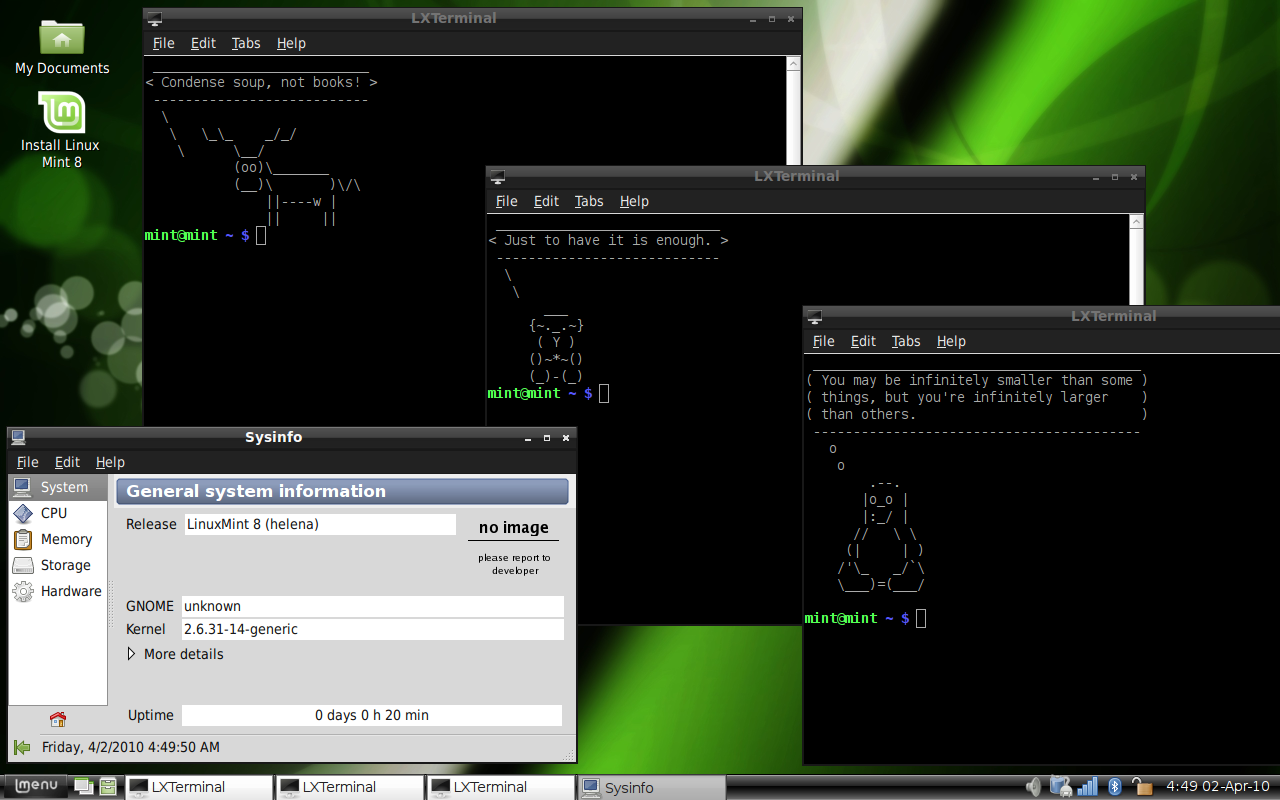
Linux Mint 8 "Helena", versió LXDE mostrant 3 terminals i informació bàsica del sistema

Darrerament es llencen dues edicions de Linux Mint per any, generalment un mes després de cada nova versió d'Ubuntu. Apareixen primer les versions principals, Cinnamon i MATE, i poc després les Xfce i KDE.
El suport a cada versió venç al mateix temps que el de l'edició d'Ubuntu de la qual deriva. Ubuntu suporta les versions LTS durant cinc anys, les altres es suportaven durant 18 mesos (fins a la 12.10) i actualment durant 9. Per tant, les versions LTS (la 13, i la futura 17) són suportades durant cinc anys, mentre que les versions intermèdies, a partir de la 15, tenen menys de nou mesos de suport.
- Nota: Cada llançament de Linux Mint, porta associat un nom, el que comença amb la lletra que li correspon al nombre de versió, per exemple Linux Mint 1.0 es va anomenar 'Ada', la versió 2.0 'Barbara' i així successivament segons l'ordre alfabètic.

### Versions
| 1.0                                                                            | Ada       | Main              | Kubuntu 6.06     | Kubuntu 6.06     | KDE      | 27 agost 2006         |
| 2.0                                                                            | Barbara   | Main              | Ubuntu 6.10      | Ubuntu 6.10      | GNOME    | 13 novembre 2006      |
| 2.1                                                                            | Bea       | Main              | Ubuntu 6.10      | Ubuntu 6.10      | GNOME    | 20 desembre 2006      |
| 2.2                                                                            | Bianca    | Main              | Ubuntu 6.10      | Ubuntu 6.10      | GNOME    | 20 febrer 2007        |
| 2.2                                                                            | Bianca    | Light             | Ubuntu 6.10      | Ubuntu 6.10      | GNOME    | 29 març 2007          |
| 2.2                                                                            | Bianca    | KDE CE            | Kubuntu 6.10     | Kubuntu 6.10     | KDE      | 20 abril 2007         |
| 3.0                                                                            | Cassandra | Main              | Bianca 2.2       | Ubuntu 7.04      | GNOME    | 30 maig 2007          |
| 3.0                                                                            | Cassandra | Light             | Bianca 2.2       | Ubuntu 7.04      | GNOME    | 15 juny 2007          |
| 3.0                                                                            | Cassandra | KDE CE            | Bianca 2.2       | Kubuntu 7.04     | KDE      | 14 agost 2007         |
| 3.0                                                                            | Cassandra | MiniKDE CE        | Bianca 2.2       | Kubuntu 7.04     | KDE      | 14 agost 2007         |
| 3.0                                                                            | Cassandra | Xfce CE           | Cassandra 3.0    | Xubuntu 7.04     | Xfce     | 7 agost 2007          |
| 3.1                                                                            | Celena    | Main              | Bianca 2.2       | Ubuntu 7.04      | GNOME    | 24 setembre 2007      |
| 3.1                                                                            | Celena    | Light             | Bianca 2.2       | Ubuntu 7.04      | GNOME    | 1 octubre 2007        |
| 4.0                                                                            | Daryna    | Main              | Celena 3.1       | Ubuntu 7.10      | GNOME    | 15 octubre 2007       |
| 4.0                                                                            | Daryna    | Light             | Celena 3.1       | Ubuntu 7.10      | GNOME    | 15 octubre 2007       |
| 4.0                                                                            | Daryna    | KDE CE            | Cassandra 3.0    | Kubuntu 7.10     | KDE      | 3 març 2008           |
| 5                                                                              | Elyssa    | Main              | Daryna 4.0       | Ubuntu 8.04      | GNOME    | 8 juny 2008           |
| 5                                                                              | Elyssa    | Light             | Daryna 4.0       | Ubuntu 8.04      | GNOME    | 8 juny 2008           |
| 5                                                                              | Elyssa    | x64               | Ubuntu 8.04      | Ubuntu 8.04      | GNOME    | 18 octubre 2008       |
| 5                                                                              | Elyssa    | KDE CE            | Daryna 4.0       | Kubuntu 8.04     | KDE      | 15 setembre 2008      |
| 5                                                                              | Elyssa    | Xfce CE           | Daryna 4.0       | Xubuntu 8.04     | Xfce     | 8 setembre 2008       |
| 5                                                                              | Elyssa    | Fluxbox CE        | Ubuntu 8.04      | Ubuntu 8.04      | Fluxbox  | 21 octubre 2008       |
| 6                                                                              | Felicia   | Main              | Ubuntu 8.10      | Ubuntu 8.10      | GNOME    | 15 desembre 2008      |
| 6                                                                              | Felicia   | Universal (Light) | Ubuntu 8.10      | Ubuntu 8.10      | GNOME    | 15 desembre 2008      |
| 6                                                                              | Felicia   | x64               | Ubuntu 8.10      | Ubuntu 8.10      | GNOME    | 6 febrer 2009         |
| 6                                                                              | Felicia   | KDE CE            | Elyssa 5         | Kubuntu 8.10     | KDE      | 8 abril 2009          |
| 6                                                                              | Felicia   | Xfce CE           | Xubuntu 8.10     | Xubuntu 8.10     | Xfce     | 24 febrer 2009        |
| 6                                                                              | Felicia   | Fluxbox CE        | Xubuntu 8.10     | Ubuntu 8.10      | Fluxbox  | 7 abril 2009          |
| 7                                                                              | Gloria    | Main              | Ubuntu 9.04      | Ubuntu 9.04      | GNOME    | 26 maig 2009          |
| 7                                                                              | Gloria    | Universal (Light) | Ubuntu 9.04      | Ubuntu 9.04      | GNOME    | 26 maig 2009          |
| 7                                                                              | Gloria    | x64               | Ubuntu 9.04      | Ubuntu 9.04      | GNOME    | 24 juny 2009          |
| 7                                                                              | Gloria    | KDE CE            | Kubuntu 9.04     | Kubuntu 9.04     | KDE      | 3 agost 2009          |
| 7                                                                              | Gloria    | Xfce CE           | Xubuntu 9.04     | Xubuntu 9.04     | Xfce     | 13 setembre 2009      |
| 8                                                                              | Helena    | Main              | Ubuntu 9.10      | Ubuntu 9.10      | GNOME    | 28 novembre 2009      |
| 8                                                                              | Helena    | Universal (Light) | Ubuntu 9.10      | Ubuntu 9.10      | GNOME    | 28 novembre 2009      |
| 8                                                                              | Helena    | Gnome x64         | Ubuntu 9.10      | Ubuntu 9.10      | GNOME    | 14 desembre 2009      |
| 8                                                                              | Helena    | KDE               | Kubuntu 9.10     | Kubuntu 9.10     | KDE      | 6 febrer 2010         |
| 8                                                                              | Helena    | KDE x64           | Kubuntu 9.10     | Kubuntu 9.10     | KDE      | 12 febrer 2010        |
| 8                                                                              | Helena    | Fluxbox           | Helena Main      | Ubuntu 9.10      | Fluxbox  | 12 febrer 2010        |
| 8                                                                              | Helena    | Xfce              | Xubuntu 9.10     | Xubuntu 9.10     | Xfce     | 31 març 2010          |
| 8                                                                              | Helena    | LXDE              | Helena Main      | Ubuntu 9.10      | LXDE     | 31 març 2010          |
| 9                                                                              | Isadora   | Main              | Ubuntu 10.04     | Ubuntu 10.04     | GNOME    | 18 maig 2010          |
| 9                                                                              | Isadora   | Gnome x64         | Ubuntu 10.04     | Ubuntu 10.04     | GNOME    | 18 maig 2010          |
| 9                                                                              | Isadora   | LXDE              | Lubuntu 10.04    | Lubuntu 10.04    | LXDE     | 18 juliol 2010        |
| 9                                                                              | Isadora   | KDE               | Kubuntu 10.04    | Kubuntu 10.04    | KDE      | 27 juliol 2010        |
| 9                                                                              | Isadora   | KDE x64           | Kubuntu 10.04    | Kubuntu 10.04    | KDE      | 27 juliol 2010        |
| 9                                                                              | Isadora   | Xfce              | Xubuntu 10.04    | Xubuntu 10.04    | Xfce     | 24 agost 2010         |
| 9                                                                              | Isadora   | Fluxbox           | Lubuntu 10.04    | Lubuntu 10.04    | Fluxbox  | 6 setembre 2010       |
| 9                                                                              | Isadora   | ???               | Debian 6         | Debian 6         | GNOME    | 7 de setembre de 2010 |
| 10                                                                             | Julia     | Main              | Ubuntu 10.10     | Ubuntu 10.10     | GNOME    | 12 novembre 2010      |
| 10                                                                             | Julia     | Gnome x64         | Ubuntu 10.10     | Ubuntu 10.10     | GNOME    | 12 novembre 2010      |
| 10                                                                             | Julia     | KDE               | Kubuntu 10.10    | Kubuntu 10.10    | KDE      | 23 febrer 2011        |
| 10                                                                             | Julia     | KDE x64           | Kubuntu 10.10    | Kubuntu 10.10    | KDE      | 23 febrer 2011        |
| 10                                                                             | Julia     | LXDE              | Lubuntu 10.10    | Lubuntu 10.10    | LXDE     | 16 març 2011          |
| 11                                                                             | Katya     | Main              | Ubuntu 11.04     | Ubuntu 11.04     | GNOME    | 26 maig 2011          |
| 11                                                                             | Katya     | Gnome x64         | Ubuntu 11.04     | Ubuntu 11.04     | GNOME    | 26 maig 2011          |
| 11                                                                             | Katya     | LXDE              | Lubuntu 11.04    | Lubuntu 11.04    | LXDE     | 16 agost 2011         |
| 12                                                                             | Lisa      | Main              | Ubuntu 11.10     | Ubuntu 11.10     | GNOME    | 26 novembre 2011      |
| 12                                                                             | Lisa      | KDE               | Kubuntu 11.10    | Kubuntu 11.10    | KDE      | 2 febrer 2012         |
| 12                                                                             | Lisa      | LXDE              | Lubuntu 11.10    | Lubuntu 11.10    | LXDE     | 9 març 2012           |
| 13                                                                             | Maya      | Cinnamon          | Ubuntu 12.04     | Ubuntu 12.04     | Cinnamon | 23 maig 2012          |
| 13                                                                             | Maya      | MATE              | Ubuntu 12.04     | Ubuntu 12.04     | MATE     | 23 maig 2012          |
| 13                                                                             | Maya      | Xfce              | Xubuntu 12.04    | Xubuntu 12.04    | Xfce     | 21 juliol 2012        |
| 13                                                                             | Maya      | KDE               | Kubuntu 12.04    | Kubuntu 12.04    | KDE      | 23 juliol 2012        |
| 14                                                                             | Nadia     | Cinnamon          | Ubuntu 12.10     | Ubuntu 12.10     | Cinnamon | 20 novembre 2012      |
| 14                                                                             | Nadia     | MATE              | Ubuntu 12.10     | Ubuntu 12.10     | MATE     | 20 novembre 2012      |
| 14                                                                             | Nadia     | Xfce              | Xubuntu 12.10    | Xubuntu 12.10    | Xfce     | 21 desembre 2012      |
| 14                                                                             | Nadia     | KDE               | Kubuntu 12.10    | Kubuntu 12.10    | KDE      | 23 desembre 2012      |
| 15                                                                             | Olivia    | Cinnamon          | Ubuntu 13.04     | Ubuntu 13.04     | Cinnamon | 29 maig 2013          |
| 15                                                                             | Olivia    | MATE              | Ubuntu 13.04     | Ubuntu 13.04     | MATE     | 29 maig 2013          |
| 15                                                                             | Olivia    | Xfce              | Ubuntu 13.04     | Ubuntu 13.04     | Xfce     | 12 juliol 2013        |
| 15                                                                             | Olivia    | KDE               | Ubuntu 13.04     | Ubuntu 13.04     | KDE      | 21 juliol 2013        |
| 16                                                                             | Petra     | Cinnamon          | Ubuntu 13.10     | Ubuntu 13.10     | Cinnamon | 30 novembre 2013      |
| 16                                                                             | Petra     | MATE              | Ubuntu 13.10     | Ubuntu 13.10     | MATE     | 30 novembre 2013      |
| 16                                                                             | Petra     | KDE               | Ubuntu 13.10     | Ubuntu 13.10     | KDE      | 22 desembre 2013      |
| 16                                                                             | Petra     | Xfce              | Ubuntu 13.10     | Ubuntu 13.10     | Xfce     | 22 desembre 2013      |
| 17                                                                             | Qiana     | Cinnamon          | Ubuntu 14.04 LTS | Ubuntu 14.04 LTS | Cinnamon | 31 maig 2014          |
| 17                                                                             | Qiana     | MATE              | Ubuntu 14.04 LTS | Ubuntu 14.04 LTS | MATE     | 31 maig 2014          |
| 17                                                                             | Qiana     | KDE               | Ubuntu 14.04 LTS | Ubuntu 14.04 LTS | KDE      | 23 juny 2014          |
| 17                                                                             | Qiana     | Xfce              | Ubuntu 14.04 LTS | Ubuntu 14.04 LTS | Xfce     | 26 juny 2014          |
| 17.1                                                                           | Rebecca   | Cinnamon          | Ubuntu 14.04 LTS | Ubuntu 14.04 LTS | Cinnamon | 29 novembre 2014      |
| 17.1                                                                           | Rebecca   | MATE              | Ubuntu 14.04 LTS | Ubuntu 14.04 LTS | MATE     | 29 novembre 2014      |
| 17.1                                                                           | Rebecca   | KDE               | Ubuntu 14.04 LTS | Ubuntu 14.04 LTS | KDE      | 8 gener 2015          |
| 17.1                                                                           | Rebecca   | Xfce              | Ubuntu 14.04 LTS | Ubuntu 14.04 LTS | Xfce     | 11 gener 2015         |
| 17.2                                                                           | Rafaela   | Cinnamon          | Ubuntu 14.04 LTS | Ubuntu 14.04 LTS | Cinnamon | 30 juny 2015          |
| 17.2                                                                           | Rafaela   | MATE              | Ubuntu 14.04 LTS | Ubuntu 14.04 LTS | MATE     | 30 juny 2015          |
| 17.2                                                                           | Rafaela   | KDE               | Ubuntu 14.04 LTS | Ubuntu 14.04 LTS | KDE      | 7 agost 2015          |
| 17.2                                                                           | Rafaela   | Xfce              | Ubuntu 14.04 LTS | Ubuntu 14.04 LTS | Xfce     | 7 agost 2015          |
| 17.3                                                                           | Rosa      | Cinnamon          | Ubuntu 14.04 LTS | Ubuntu 14.04 LTS | Cinnamon | 4 desembre 2015       |
| 17.3                                                                           | Rosa      | MATE              | Ubuntu 14.04 LTS | Ubuntu 14.04 LTS | MATE     | 4 desembre 2015       |
| 17.3                                                                           | Rosa      | KDE               | Ubuntu 14.04 LTS | Ubuntu 14.04 LTS | KDE      | 9 gener 2016          |
| 17.3                                                                           | Rosa      | Xfce              | Ubuntu 14.04 LTS | Ubuntu 14.04 LTS | Xfce     | 9 gener 2016          |
| 18                                                                             | Sarah     | Cinnamon          | Ubuntu 16.04 LTS | Ubuntu 16.04 LTS | Cinnamon | 30 juny 2016          |
| 18                                                                             | Sarah     | MATE              | Ubuntu 16.04 LTS | Ubuntu 16.04 LTS | MATE     | 30 juny 2016          |
| 18                                                                             | Sarah     | Xfce              | Ubuntu 16.04 LTS | Ubuntu 16.04 LTS | Xfce     | 2 agost 2016          |
| 18                                                                             | Sarah     | KDE               | Ubuntu 16.04 LTS | Ubuntu 16.04 LTS | KDE      | 9 setembre 2016       |
| 18.1                                                                           | Serena    | Cinnamon          | Ubuntu 16.04 LTS | Ubuntu 16.04 LTS | Cinnamon | 16 desembre 2016      |
| 18.1                                                                           | Serena    | MATE              | Ubuntu 16.04 LTS | Ubuntu 16.04 LTS | MATE     | 16 desembre 2016      |
| 18.1                                                                           | Serena    | KDE               | Ubuntu 16.04 LTS | Ubuntu 16.04 LTS | KDE      | 27 gener 2017         |
| 18.1                                                                           | Serena    | Xfce              | Ubuntu 16.04 LTS | Ubuntu 16.04 LTS | Xfce     | 27 gener 2017         |
| 18.2                                                                           | Sonya     | Cinnamon          | Ubuntu 16.04 LTS | Ubuntu 16.04 LTS | Cinnamon | 29 juny 2017          |
| 18.2                                                                           | Sonya     | KDE               | Ubuntu 16.04 LTS | Ubuntu 16.04 LTS | KDE      | 29 juny 2017          |
| 18.2                                                                           | Sonya     | MATE              | Ubuntu 16.04 LTS | Ubuntu 16.04 LTS | MATE     | 29 juny 2017          |
| 18.2                                                                           | Sonya     | Xfce              | Ubuntu 16.04 LTS | Ubuntu 16.04 LTS | Xfce     | 29 juny 2017          |
| 18.3                                                                           | Sylvia    | Cinnamon          | Ubuntu 16.04 LTS | Ubuntu 16.04 LTS | Cinnamon | 24 novembre 2017      |
| 18.3                                                                           | Sylvia    | MATE              | Ubuntu 16.04 LTS | Ubuntu 16.04 LTS | MATE     | 24 novembre 2017      |
| 18.3                                                                           | Sylvia    | KDE               | Ubuntu 16.04 LTS | Ubuntu 16.04 LTS | KDE      | 15 desembre 2017      |
| 18.3                                                                           | Sylvia    | Xfce              | Ubuntu 16.04 LTS | Ubuntu 16.04 LTS | Xfce     | 15 desembre 2017      |
| 19                                                                             | Tara      | Cinnamon          | Ubuntu 18.04 LTS | Ubuntu 18.04 LTS | Cinnamon | 29 juny 2018          |
| 19                                                                             | Tara      | MATE              | Ubuntu 18.04 LTS | Ubuntu 18.04 LTS | MATE     | 29 juny 2018          |
| 19                                                                             | Tara      | Xfce              | Ubuntu 18.04 LTS | Ubuntu 18.04 LTS | Xfce     | 29 juny 2018          |
| 19.1                                                                           | Tessa     | Cinnamon          | Ubuntu 18.04 LTS | Ubuntu 18.04 LTS | Cinnamon | 25 desembre 2018      |
| 19.1                                                                           | Tessa     | MATE              | Ubuntu 18.04 LTS | Ubuntu 18.04 LTS | MATE     | 25 desembre 2018      |
| 19.1                                                                           | Tessa     | Xfce              | Ubuntu 18.04 LTS | Ubuntu 18.04 LTS | Xfce     | 25 desembre 2018      |
| Llegenda:Versió antigaVersió antiga, amb suportDarrera versióProper llançament |           |                   |                  |                  |          |                       |

| Línia de temps de Linux Mint |
| --- |
| Unable to compile EasyTimeline input: EasyTimeline 1.90 Timeline generation failed: 1 error found Line 31: at:16/03/2025 color:today width:0.1 - LineData attribute 'at' invalid. Date '16/03/2025' not within range as specified by command Period. |

### Històric de versions dels programes habituals
| Release  | Linux kernel | Cinnamon | GNOME | Firefox | OpenOffice/ LibreOffice  | GIMP     | Pidgin  | MySQL  | PHP    | Python            | X.Org Server | X Window System |
| -------- | ------------ | -------- | ----- | ------- | ------------------------ | -------- | ------- | ------ | ------ | ----------------- | ------------ | --------------- |
| 1.0      | 2.6.15       | N/D      | 2.14  | 1.5.3   | 2.0.2                    | 2.2.11   | 1.5.0   | 5.0.22 | 5.1.2  | 2.4.3             | 1.0.2        | 7.0.0           |
| 2.x      | 2.6.17       | N/D      | 2.16  | 2.0.0   | 2.0.4                    | 2.2.13   | 2.0b3   | 5.0.24 | 5.1    | 2.4.4             | 1.1.1        | 7.1.1           |
| 3.x      | 2.6.20       | N/D      | 2.18  | 2.0.3   | 2.2.0                    | 2.2.13   | 2.0b6   | 5.0.38 | 5.2    | 2.5.1             | 1.2.0        | 7.2.0           |
| 4.0      | 2.6.22       | N/D      | 2.20  | 2.0.6   | 2.3.0                    | 2.4.0rc3 | 2.2.1   | 5.0.45 | 5.2.3  | 2.5.1             | 1.3.0        | 7.2.5           |
| 5 LTS    | 2.6.24       | N/D      | 2.22  | 3.0b5   | 2.4.0                    | 2.4.5    | 2.4.1   | 5.0.51 | 5.2.4  | 2.5.2             | 1.4.1        | 7.3             |
| 6        | 2.6.27       | N/D      | 2.24  | 3.0.3   | 2.4.1                    | 2.6.1    | 2.5.2   | 5.0.67 | 5.2.6  | 2.5.2             | 1.5.2        | 7.4             |
| 7        | 2.6.28       | N/D      | 2.26  | 3.0.8   | 3.0.1                    | 2.6.6    | 2.5.5   | 5.1.31 | 5.2.6  | 2.6.2             | 1.6.0        | 7.4             |
| 8        | 2.6.31       | N/D      | 2.28  | 3.5.3   | 3.1.1                    | 2.6.7    | 2.6.2   | 5.1.37 | 5.2.10 | 2.6.3             | 1.6.4        | 7.4             |
| 9 LTS    | 2.6.32       | N/D      | 2.30  | 3.6.3   | 3.2.0                    | 2.6.8    | 2.6.6   | 5.1.41 | 5.3.2  | 2.6.5             | 1.7.6        | 7.5             |
| 10       | 2.6.35       | N/D      | 2.32  | 3.6.10  | 3.2.1                    | 2.6.10   | 2.7.3   | 5.1.43 | 5.3.3  | 2.6.6             | 1.9.0        | 7.5             |
| 11       | 2.6.38       | N/D      | 2.32  | 4.0.1   | 3.3.2                    | 2.6.11   | 2.7.11  | 5.1.57 | 5.3.6  | 2.7.1             | 1.10.1       | 7.6             |
| 12       | 3.0.0        | N/D      | 3.2   | 7.0.1   | 3.4.3                    | 2.6.11   | 2.10.0  | N/D    | N/D    | 2.7.2             | 1.10.4       | 7.6             |
| 13 LTS   | 3.2.14       | 1.4      | 3.4.1 | 12.0    | 3.5.2                    | 2.6.12   | 2.10.3  | N/D    | N/D    | 2.7.3             | 1.11.4       | 7.6             |
| 14       | 3.5.5        | 1.6      | 3.6.0 | 16.0    | 3.5.4.2                  | 2.8.0    | 2.10.6  | N/D    | N/D    | 2.7.3             | 1.13.0       | 7.6             |
| 15       | 3.8          | 1.8      | N/D   | 20.0    | 4.0.2                    | 2.8.4    | N/D     | N/D    | N/D    | 2.7.4             | 1.13.3       | Desconegut      |
| 16       | 3.11         | 2.0      | N/D   | 24      | 4.1.2                    | 2.8.6    | N/D     | N/D    | N/D    | 2.7.5             | 1.14.3       | Desconegut      |
| 17 LTS   | 3.13         | 2.2      | N/D   | 28      | 4.2.3rc3                 | 2.8.10   | 2.10.9  | N/D    | N/D    | 2.7.6 / 3.4.0     | 1.15.1       | 7.7             |
| 17.1 LTS | 3.13         | 2.4      | N/D   | 33      | 4.2.6                    | 2.8.10   | 2.10.9  | N/D    | N/D    | 2.7.6 / 3.4.0     | 1.15.1       | 7.7             |
| 17.2 LTS | 3.16         | 2.6      | N/D   | 38      | 4.4.3rc2                 | 2.8.10   | 2.10.9  | N/D    | N/D    | 2.7.6 / 3.4.0     | 1.15.1       | 7.7             |
| 17.3 LTS | 3.19         | 2.8      | N/D   | 42      | 5.0.3rc2                 | 2.8.10   | 2.10.9  | N/D    | N/D    | 2.7.6 / 3.4.0     | 1.17.1       | 7.7             |
| 18 LTS   | 4.4          | 3.0      | N/D   | 47      | 5.1.2                    | 2.8.16   | 2.10.12 | N/D    | N/D    | 2.7.11 / 3.5.1    | 1.18.3       | 7.7             |
| 18.1 LTS | 4.4          | 3.2      | N/D   | 50      | 5.1.4                    | 2.8.16   | 2.10.12 | N/D    | N/D    | 2.7.12 / 3.5.1    | 1.18.4       | 7.7             |
| 18.2 LTS | 4.8          | 3.4      | N/D   | 54      | 5.1.6rc2                 | 2.8.16   | 2.10.12 | N/D    | N/D    | 2.7.12 / 3.5.1    | 1.18.4       | 7.7             |
| 18.3 LTS | 4.10         | 3.6      | N/D   | 57      | 5.1.6rc2                 | 2.8.16   | 2.10.12 | N/D    | N/D    | 2.7.12 / 3.5.1    | 1.18.4       | 7.7             |
| 19 LTS   | 4.15.0-20    | 3.8      | N/D   | 60.0.2  | 6.0.3.2                  | 2.8.20   | 2.12.0  | N/D    | N/D    | 2.7.15rc1 / 3.6.5 | Desconegut   | Desconegut      |
| Release  | Linux kernel | Cinnamon | GNOME | Firefox | OpenOffice / LibreOffice | GIMP     | Pidgin  | MySQL  | PHP    | Python            | X.Org Server | X Window System |

1. 1 2 3 4 5 6  programa no instal·lat per defecte

## Edicions
Antigament les edicions KDE, XFCE, LXDE i FluxBox eren anomenades edicions comunitàries, però això va canviar el 2010 després del llançament de la primera edició Oficial de Linux Mint KDE. Ara totes les versions són considerades oficials.
| Edició                  | Característiques |
| ----------------------- | --- |
| Edició Principal (Main) | La Principal Edició de Linux Mint proporciona un entorn d'escriptori amb GNOME i codecs multimèdia, tot aquests continguts en un només CD. Està dissenyada per satisfer a tots, usuaris individuals (principiants) i professionals. |
| Edició Principal Estesa | Similar a l'edicion principal, però a diferència d'aquesta, inclou programari com JAVA, VLC Media Player, entre d'altres, tots en un només DVD. Està dirigida a usuaris que requereixin d'una experiència més completa que l'oferta per l'edició principal. |
| Edició Lleugera (Light) | Alguns dels codecs en l'Edició Principal no poden ser lliurement redistribuïts en algunes parts del món. Per aquesta raó, tenen accés a l'Edició Lleugera (Light) de Linux Mint. L'Edició Light és una còpia de l'Edició Principal sense els components restrictius. |
| Edicion OEM             | Edicion que inclou el mateix que l'edicion principal, però enfocada en distribuïdors OEM, la qual cosa permet poder instal·lar el sistema en una computadora però sense configurar un usuari per a la mateixa, la qual cosa permet a venedors d'ordinadors incloure Linux Mint. |
| Edició KDE              | En aquesta edició, el entorn d'escriptori GNOME és reemplaçat amb KDE. La selecció per defecte de les aplicacions és diferent i aquesta edició usualment ve amb més programari. L'Edició KDE és distribuïda en forma de Live DVD. Linux Mint 4.0 KDE I.C. per primera vegada inclou les eines creades per l'equip de desenvolupadors, Així com les versions "mentolades" de Firefox i Sunbird. |
| Edició XFCE             | Linux Mint té disponible una edició amb el entorn d'escriptori XFCE. El entorn d'escriptori GNOME és reemplaçat amb XFCE. La selecció per defecte de les aplicacions és diferent i aquesta edició usualment ve amb programari triat pel seu mantenedor. L'Edició XFCE ve en un CD descargable i està dissenyat per ordinadors amb pocs recursos.                                               |
| Edició LXDE             | Linux Mint té disponible una edició amb el entorn d'escriptori LXDE. El entorn d'escriptori GNOME és reemplaçat amb LXDE. La selecció per defecte de les aplicacions és diferent i aquesta edició usualment ve amb programari triat pel seu mantenidor. L'Edició LXDE ve en un Live CD descarregable i està dissenyat para ordinadors amb pocs recursos.                                       |
| Edició Fluxbox          | El entorn d'escriptori GNOME és reemplaçat amb Fluxbox. La selecció per defecte de les aplicacions és diferent i aquesta edició usualment ve amb programari triat pel seu mantenedor. L'Edició Fluxbox ve en un CD Live descargable i està dissenyat per a ordinadors amb escassos recursos, per la qual cosa és considerada una edició estable, lleugera i simple.                            |

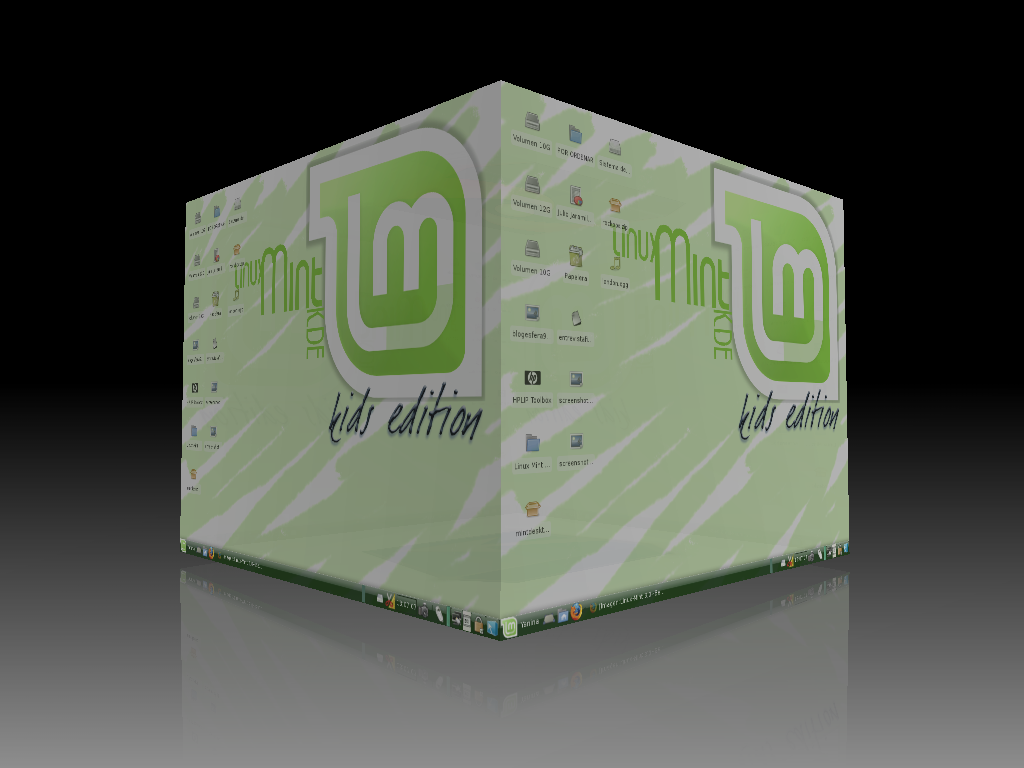
Linux Mint 3.0 XFCE Edició Comunitària corrent XFCE i Compiz Fusion.
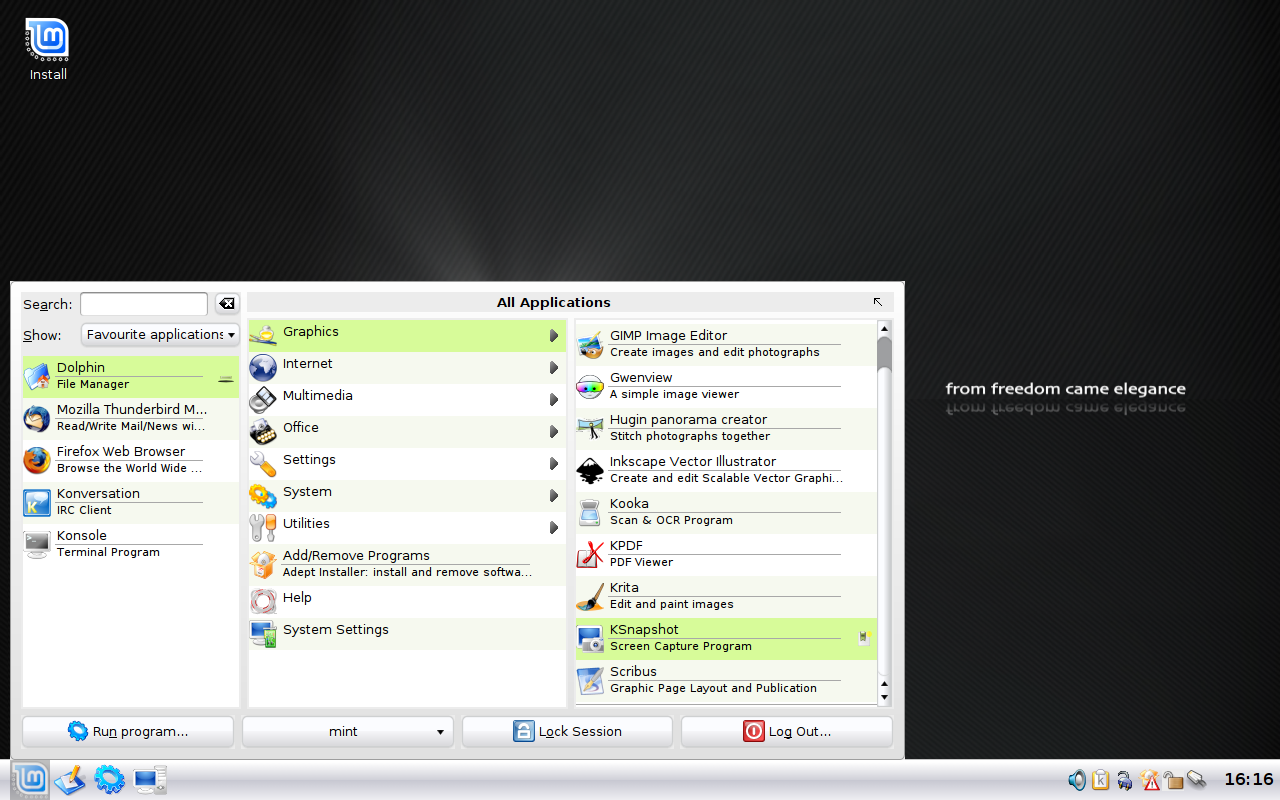
Menú KDE en Linux Mint 4.0 Daryna

## Mantenidors
Cadascuna de les edicions alternatives de Linux Mint, compta amb un mantenidor, que s'encarrega de prendre els objectius de cada llançament específic, i també de seleccionar el programari que s'inclourà en la propera versió.
Actualment els mantenidors són:
- Jamie Boo Birse  Mantenidor edició KDE
- Merlwiz79  Mantenidor edició XFCE
- Kendall Weaver  Mantenidor edicions LXDE i FluxBox
- Clement Lefebvre  Líder de projecte i mantenidor d'altres edicions

## Base de Linux Mint
Linux Mint està basada i usa els repositoris de programari que són usats en la distribució GNU/Linux Ubuntu, i també certs repositoris propis i de tercers.
Per exemple, el llançament 2.2 ("Bianca") utilitza els paquets d'Ubuntu "Edgy Eft" (6.10). La majoria dels paquets són iguals en ambdues distribucions i els dos sistemes es comporten gairebé idènticament.
Les majors diferències estan en l'escriptori. Linux Mint viu amb aplicacions fetes per a la llar, les quals estan dissenyades per realçar l'experiència de l'usuari. Una mostra d'això és mintDesktop, que permet una major configuració de GNOME i una recerca automàtica de grups de treball Windows i entorns de xarxa. MintWifi fa més fàcil la configuració de les targetes wireless que no tenen connexió a Internet. MintMenu proveeix una nova forma d'usar l'escriptori GNOME, i MintBackup disposa una manera senzilla de realitzar còpies de seguretat.
Alguns pocs canvis en el sistema fan a Linux Mint (també anomenat "Ubuntu millor que Ubuntu") una miqueta més ràpid que Ubuntu. Per exemple, el suport per IPv6 està deshabilitat en Linux Mint. Els codecs multimèdia estan instal·lats per defecte en Linux Mint.
El conjunt d'aplicacions per defecte és diferent entre les dues distribucions i la versió d'alguns programes és més actual, a causa que les versions de Linux Mint surten més tard (com l'Amarok, KDE, Koffice, OpenOffice.org). Així mateix, Ubuntu suporta les arquitectures PPC i x64, mentre Linux Mint només suporta, en forma estable, a l'arquitectura x86; i recentment a la versió de 64 bits. Ubuntu proveeix una instal·lació per a servidors (Ubuntu Server) i una altra basada en text (Alternate), aquestes no existeixen en Linux Mint.
El 7 de setembre de 2010 va ser anunciada la Linux Mint Debian Edition (LMDE). L'objectiu d'aquesta edició és estar el més a prop possible de l'edició principal (Gnome), però amb una base Debian en lloc d'Ubuntu. Disponible en versins de 32 i 64 bits.

## Finançament
El finançament d'aquesta distribució consta de tres parts:
- Patrocini: ja siguin de particulars, empreses, llocs web, ONG, entre d'altres; a la qual cosa s'ofereix publicitat a la pàgina oficial de Linux Mint
- Donacions: realitzades per la comunitat, les quals van en directe suport a la distribució, i que la seva compte pública és mostrada en el lloc web oficial
- Associacions: Linux Mint s'afilia a una empresa, la qual presta un servei o ven un producte relacionat amb Linux Mint, i a canvi rep diners

## Requeriments
Com a mínim es recomanen 512MB de memòria RAM per executar el LiveCD, encara que ja instal·lat correrà bé amb 256MB. L'espai necessari per a la instal·lació en el disc dur és de 2,5 GB, que estan comprimides en un CD de 700MB. En el cas d'utilitzar l'instal·lador per a Windows mint4win - Que està disponible a partir de la versió 6.0, i està basat en Wubi -, es recomana com a mínim 256MB de memòria RAM.

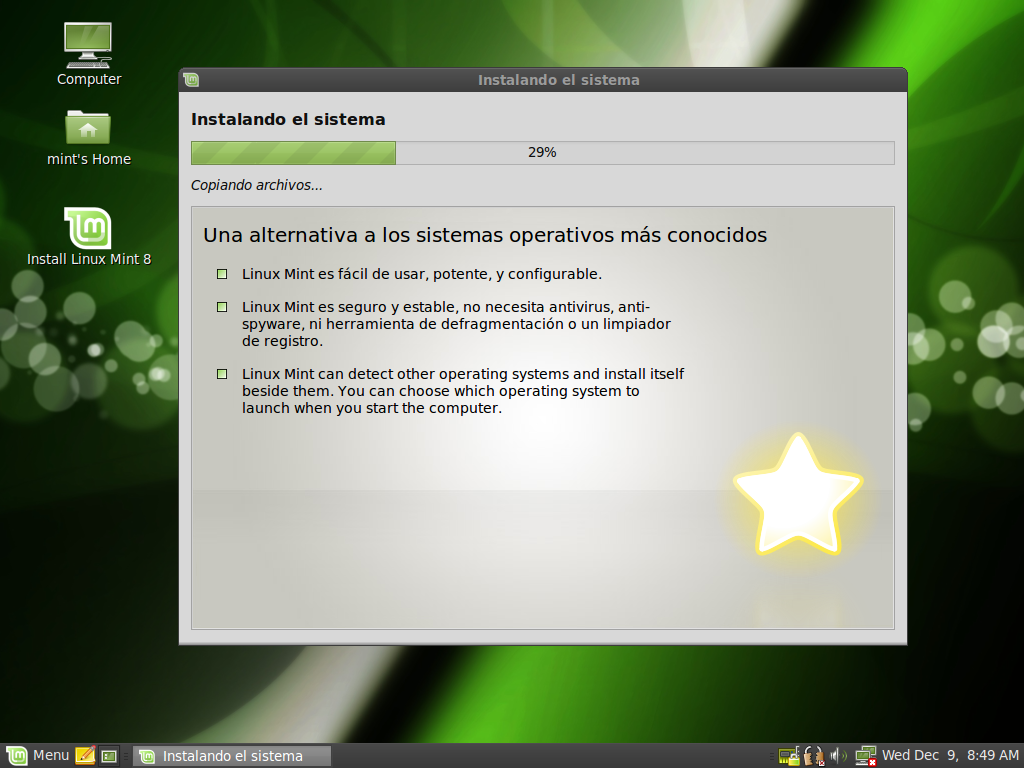
Instal·lació de Linux Mint des de Live CD.